# Scoloplax baileyi
Scoloplax baileyi is een straalvinnige vissensoort uit de familie van de dwergmeervallen (Scoloplacidae). De wetenschappelijke naam van de soort werd voor het eerst geldig gepubliceerd in 2012 door Rocha, Lazzarotto & Py-Daniel.